# 近畿大学ラグビー部
近畿大学体育会ラグビー部（きんきだいがくたいいくかいラグビーぶ、Kindai University Rugby Football Club）は、関西大学ラグビーリーグ戦に所属する近畿大学の体育会ラグビー部。
2010年度は、同リーグ戦のAグループ（1部リーグ）への復帰とともに、秋季リーグ戦で3位となったことで、全国大学選手権に出場した。

## 歴史
- 1949年、日本大学専門学校と大阪理工科大学を母体とする近畿大学が創立され、近畿大学体育会ラグビー部が創部。
- 1967年、甲南大に勝利し、Aグループに昇格。
- 1976年、関学大に敗れて、Bグループに降格。
- 1981年、関西大に勝利し、Aグループに昇格。
- 2008年、大産大に敗れて、Bグループに降格。
- 2009年、大産大に勝利し、Aグループに昇格。

## タイトル
- 全国大学ラグビーフットボール選手権大会 : 0回　（出場11回）

- 全国地区対抗大学ラグビーフットボール大会 : 1回
1960

※年は全て年度。

## 主な在籍選手
- 中田悠生（主将、LO / 大阪桐蔭高）
- 小西泰誠（副将、FL / 石見智翠館高）
- 中村優太（副将、SO / 京都工学院高）

## 在籍した選手
- 松井祥寛（FL、元神戸製鋼コベルコスティーラーズ / 大阪桐蔭高）
- 斉藤展士（PR、元NTTコミュニケーションズシャイニングアークス / 淀川工業高）
- 元公法（PR・HO、ホンダヒート / 関西創価高）
- 星本泰憲（HO、宗像サニックスブルース / 都島工業高）
- 島直良（WTB、近鉄ライナーズ / 天理高）
- 吉川修司（CTB、近鉄ライナーズ / 関西創価高）
- 前田大輔（LO、神戸製鋼コベルコスティーラーズ / 早稲田摂陵高）
- 小林亮太（FL、ホンダヒート / 天理高）
- 大西優希（PR、神戸製鋼コベルコスティーラーズ / 上宮高）
- 田中智広（PR、コカ・コーラレッドスパークス / 荒尾高）
- 竹内琢恭（No.8、豊田自動織機シャトルズ / 大阪桐蔭高）
- 木村勇大（LO、日野レッドドルフィンズ / 都島工業高）
- 光井勇人（元主将、SH、NTTコミュニケーションズシャイニングアークス / 天理高）
- 滝澤翔太（PR、ホンダヒート / 近大附属高）
- 山本幸輝（PR、ヤマハ発動機ジュビロ、サンウルブズ / 八幡工業高）
- 廣野翔太（HO、豊田自動織機シャトルズ / 御所実業高）
- 喜連航平（元主将、SO/SH、キヤノンイーグルス / 大阪桐蔭高）
- 大熊克哉（HO/PR、クボタスピアーズ / 長崎南山高）
- 山田聖也（FB/WTB/SO、キヤノンイーグルス / 京都成章高）
- 岩佐賢人（WTB、クボタスピアーズ / 東福岡高）
- 石橋尚也（PR、日野レッドドルフィンズ / 近大附属高）
- 中田翔太（CTB、クボタスピアーズ / 都島工業高）
- 田中伸弥（FL、三菱重工相模原ダイナボアーズ / 大阪桐蔭高）
- 松岡将大（PR、キヤノンイーグルス / 近大附属高）
- 川井太貴（WTB、日野レッドドルフィンズ / 常翔学園高）
- 福山竜斗（元主将、CTB、三菱重工相模原ダイナボアーズ / 天理高）
- 紙森陽太（PR、クボタスピアーズ船橋・東京ベイ / 桐蔭学園高）
- 山本秀（FL、リコーブラックラムズ東京 / 京都成章高）
- 宮宗翔（WTB、NECグリーンロケッツ東葛 / 桐蔭学園高）
- 金子隼（HO、クリタウォーターガッシュ昭島 / 中部大春日丘高）
- 辻村翔平（PR、クリタウォーターガッシュ昭島 / 長崎南山高）
- 甲斐登生（PR、クボタスピアーズ船橋・東京ベイ / 石見智翠館高）
- 三島琳久（WTB/CTB、三菱重工相模原ダイナボアーズ / 大阪桐蔭高）
- 平沼泰成（元共同主将、HO、マツダスカイアクティブズ広島 / 中部大春日丘高）
- 半田裕己（元共同主将、SO、クリタウォーターガッシュ昭島 / 天理高）
- 福山太陽（PR、マツダスカイアクティブズ広島 / 滋賀学園高）
- 植田和磨（7人制日本代表、WTB、コベルコ神戸スティーラーズ  / 報徳学園高）
- 蔡唯志（PR、三菱重工相模原ダイナボアーズ / 大阪朝鮮高）
- 古寺直希（No.8、三菱重工相模原ダイナボアーズ / 石見智翠館高高）
- 稲場巧（PR、静岡ブルーレヴズ / 近大附属高）
- 藤岡竜也（CTB、清水建設江東ブルーシャークス / 浪速高）
- 西端玄汰（WTB、清水建設江東ブルーシャークス / 東福岡高高）
- 岩本圭伸（FL、マツダスカイアクティブズ広島 / 常翔学園高）